# Rossinyol bord de Corea
El rossinyol bord de Corea (Horornis canturians) és una espècie d'ocell de la família dels cètids (Cettiidae). Es troba a Corea, la Xina, Filipines, Laos, Taiwan. Tailàndia i Vietnam. Els seus hàbitats principals són els boscos tropicals i subtropicals de frondoses humits de l'estatge montà, les praderies (seques) i matollars (humids) tropicals i subtropicals, les zones humides, els jardins rurals i les àrees urbanes. El seu estat de conservació es considera de risc mínim.